# Helena Boström
Helena Margareta Boström Thomas, född 12 januari 1975 i Boden, är en svensk journalist och programledare.
Hon arbetade åtminstone 2022–2024 som presstalesperson hos Stockholmspolisen. Tidigare anställning på bland annat TV4:s Nyhetsbolaget i Stockholm, TV4 Luleå, SVT:s regionala nyheter Gävledala, ABC och Västnytt, TV4Nyheterna, SVT Nyheter samt SR:s Ekonyheterna. Hon är gift med konstnären Neale Thomas.[källa behövs]